# TEX38
TEX38 (англ. Testis expressed 38) – білок, який кодується однойменним геном, розташованим у людей на 1-й хромосомі. Довжина поліпептидного ланцюга білка становить 206 амінокислот, а молекулярна маса — 23 280.
| 10         |  | 20         |  | 30         |  | 40         |  | 50         |
| ---------- |  | ---------- |  | ---------- |  | ---------- |  | ---------- |
| MDSQQEDLRF |  | PGMWVSLYFG |  | ILGLCSVITG |  | GCIIFLHWRK |  | NLRREEHAQQ |
| WVEVMRAATF |  | TYSPLLYWIN |  | KRRRYGMNAA |  | INTGPAPAVT |  | KTETEVQNPD |
| VLWDLDIPEG |  | RSHADQDSNP |  | KAEAPAPLQP |  | ALQLAPQQPQ |  | ARSPFPLPIF |
| QEVPFAPPLC |  | NLPPLLNHSV |  | SYPLATCPER |  | NVLFHSLLNL |  | AQEDHSFNAK |
| PFPSEL     |  |            |  |            |  |            |  |            |

A: Аланін

C: Цистеїн

D: Аспарагінова кислота

E: Глутамінова кислота

F: Фенілаланін

G: Гліцин

H: Гістидин

I: Ізолейцин

K: Лізин

L: Лейцин

M: Метіонін

N: Аспарагін

P: Пролін

Q: Глутамін

R: Аргінін

S: Серин

T: Треонін

V: Валін

W: Триптофан

Локалізований у мембрані.